# Andriana (titolo nobiliare)
Col termine di Andriana si indicavano tutti gli individui e le famiglie riconosciute dal Madagascar come membri della classe aristocratica, ovvero godenti di privilegi ereditari. Storicamente, molti gruppi etnici malagasi avevano delle caste molto stratificate dove gli andriana erano i capi politici e/o spirituali locali. Tra i Merina delle pianure centrali del Madagascar, l'emergere di una classe aristocratica venne attribuita al decreto di re Andriamanelo (1540–1575), poi suddivisa in quattro sotto-caste da re Ralambo (1575–1600) e poi in sei sotto-classi da re Andriamasinavalona (1675–1710).
L'uso della parola "Andriana" per indicare l'aristocrazia riguarda diversi gruppi etnici malagasi tra cui gli Zafiraminia, i Merina, i Betsileo, i Betsimisaraka, i Tsimihety, i Bezanozano, gli Antambahoaka ed i Antemoro. Andriana era spesso anche una componente dei nomi dei re, dei principi e dei nobili malagasi. Le origini linguistiche di questo nome si fanno risalire ad un antico titolo nobiliare giavanese anche se sono state proposte anche altre teorie.

## Etimologia
Secondo K.A. Adelaar, il titolo malagasi "andriana" probabilmente si originò dal titolo antico giavanese della nobiltà Rahadyan (Ra-hady-an), "hady" nel significato di "Signore" o "Maestro". In malagasi il termine divenne dapprima Rohandryan e poi Roandriana, utilizzato soprattutto nella parte sud-orientale dell'isola tra gli Zafiraminia, gli Antemoro e gli Antambahoaka. Nelle pianure centrali tra i Merina, i Betsileo, i Bezanozano ed i Sihanaka, il termine divenne Randryan e poi Randriana o semplicemente andriana.
Altre proposte di derivazione della parola "andriana" non hanno basi linguistiche o tradizionali solide, ma ad ogni modo pare che possa provenire dalla parola sanscrita aryan, che significava appunto "nobile"; o dal sanscrito raja, nel senso di "re" o "principe"; dall'ebraico adri; dal sanscrito kshatriya, la casta nobile dell'India—un termine che divenne satrian in malai, nel senso di "cavaliere" o "guerriero";—o dal moderno giavanese raden, che probabilmente deriva dall'antico giavanese rahadyan già definito.
In Madagascar, il nome del sovrano malagasi, principe o nobile era spesso composto dalla parola "Andriana" usata come prefisso del nome stesso. Ad esempio, il nome del re di Merina Andrianampoinimerina è composto da "Andriana" e dal nome proprio "Nampoinimerina".
Nell'attuale Madagascar i nomi che iniziano per "Andria" sono molto comuni. Ad ogni modo, a differenza delle culture occidentali dove automaticamente i figli prendono il cognome del padre, presso il popolo malagasi i genitori sono liberi di scegliere il nome e il cognome del nascituro a loro piacimento. Con la fine della monarchia di Imerina, molti genitori scelsero di dare ai loro figli nomi inizianti col prefisso "Andriana", malgrado la mancanza di legami con l'aristocrazia propriamente detta.

## Sotto-caste tra i Merina
Re Andriamanelo (1540–1575) è accreditato come il primo creatore dell'Andriana come classe separata nella primitiva società Merina. Questa classe venne a sua volta suddivisa in quattro gruppi da suo figlio, re Ralambo (1575–1600):
- Andriantompokoindrindra, il primogenito di re Ralambo e suoi discendenti diretti,
- Zanadralambo amin'Andrianjaka, altri figli di re Ralambo.
- Andrianamboninolona, lo zio di re Ralambo e suoi diretti discendenti.
- Andriandranando, prozio di re Ralambo e suoi diretti discendenti.

Queste classi successivamente divennero sei col pronipote di Ralambo, re Andriamasinavalona (1675–1710) basandosi sulla località e sulla vicinanza genealogica alla famiglia reale. La classe andriana venne divisa nuovamente sino a sette gruppi da re Andrianampoinimerina (1778-1810). In ordine di rango, questi gruppi erano:
- Zazamarolahy (o Marolahy): diretti discendenti in linea maschile del sovrano. Il re era scelto tra la ristretta élite dei Zanakandriana.
- Andriamasinavalona: nobili discendenti dai figli quartogeniti di re Andriamasinavalona che non avevano ottenuto alcun rango dalle suddivisioni di Imerina.
- Andriantompokondrindra: discendenti di re Andriantompokoindrindra, figlio primogenito di re Ralambo.
- Andrianamboninolona ("principi sul popolo") o Zanakambony ("figli superiori"): discendenti di quanti avevano assistito re Andrianjaka nella sua conquista di Antananarivo.[10]
- Andriandranando (o Zafinadriandranando): discendenti dello zio di re Ralambo.
- Zanadralambo amin'Andrianjaka: discendenti di altri figli di Ralambo che non ebbero accesso al trono.